# Eishockey-Bayernliga 1989/90
Die Eishockey-Bayernliga 1989/90 wurde unter dem Dach des „Bayerischen Eissportverbandes“ (BEV) organisiert und ist die höchste Spielklasse des Landesverbandes Bayern. Die Bayernliga war nach der Bundesliga, der 2. Bundesliga, Oberliga und Regionalliga eine der fünfthöchsten Spielklassen im deutschen Eishockey.

## Saisonverlauf
Die Eishockey-Bayernliga 1989/90 war die 22. Ausspielung dieser Liga. Meister und Aufsteiger in die Regionalliga Süd 1990/91 wurde der ERV Schweinfurt. Auch gehörten der ERSC Amberg, ERC Lechbruck und der EV Weiden zu den Aufsteigern. Alle vier Mannschaften haben sich über die Aufstiegsrelegation zur Regionalliga Süd qualifizieren können. Die Absteiger waren ESC Holzkirchen, ASV Dachau und der EC Schwaig. Der TSV Oberbeuren zog vorzeitig sein Team zurück und nahm an der Abstiegsrunde nicht teil. Auch der SV Hohenfurch hat sich nachträglich zurückgezogen.

### Modus
Die 20 Teilnehmer spielten eine Einfachrunde in zwei Gruppen (A und B) zu je zehn Mannschaften. Die vier besten Teams der Gruppe A und die drei besten Mannschaften der Gruppe B qualifizierten sich für die Aufstiegsspiele zur Regionalliga Süd. Die Mannschaften eins bis drei jeder Gruppe spielten im Playoff-Modus die Plätze eins bis sechs aus. Die restlichen Teams ermittelten in einer Abstiegsrunde, ebenfalls wieder in zwei Gruppen, die drei Absteiger in die Landesligen.

## Teilnehmer
Nicht mehr dabei waren die Auf- und Absteiger der Vorsaison. Neu hinzukamen die Absteiger (A) aus der Regionalliga Süd und Aufsteiger (N) aus den Landesligen.
| Gruppe A - ERC Lechbruck - EC Pfaffenhofen - SC Reichersbeuern - EV Pegnitz (Absteiger) - ASV Dachau (Aufsteiger) | Gruppe A - SV Hohenfurch (Aufsteiger) - ERV Schweinfurt (Aufsteiger) - TSV Oberbeuren (Aufsteiger) - EV Fürstenfeldbruck (Absteiger) - ESV Bad Bayersoien (Aufsteiger) | Gruppe B - SV Gendorf - EV Moosburg - TSV Trostberg - TSV Schliersee - ESC Holzkirchen | Gruppe B - EV Weiden (Aufsteiger) - EC Schwaig (Aufsteiger) - ESC Vilshofen (Aufsteiger) - ERSC Amberg (Aufsteiger) - ETC Höhenkirchen (Aufsteiger) |

### Hauptrunde
| Gruppe A | Gruppe A                | Gruppe A | Gruppe A | Gruppe A | Gruppe A |
| Pl.      | Verein                  | Sp       | Tore     | Diff.    | Pkte.    |
| -------- | ----------------------- | -------- | -------- | -------- | -------- |
| 1.       | ERV Schweinfurt (A)     | 18       | 181:65   | +116     | 33       |
| 2.       | ERC Lechbruck           | 18       | 131:66   | +65      | 26       |
| 3.       | EC Pfaffenhofen         | 18       | 126:72   | +54      | 26       |
| 4.       | ESV Bad Bayersoien (N)  | 18       | 107:74   | +33      | 23       |
| 5.       | EV Fürstenfeldbruck (A) | 18       | 104:93   | +11      | 21       |
| 6.       | SC Reichersbeuern       | 18       | 83:98    | −15      | 18       |
| 7.       | EV Pegnitz (A)          | 18       | 90:80    | +10      | 15       |
| 8.       | SV Hohenfurch (N R)     | 18       | 94:165   | −71      | 13       |
| 9.       | TSV Oberbeuren (N R)    | 18       | 56:154   | −98      | 3        |
| 10       | ASV Dachau (N)          | 18       | 51:156   | −105     | 1        |

| Gruppe B | Gruppe B             | Gruppe B | Gruppe B | Gruppe B | Gruppe B |
| Pl.      | Verein               | Sp       | Tore     | Diff.    | Pkte.    |
| -------- | -------------------- | -------- | -------- | -------- | -------- |
| 1.       | ERSC Amberg (N)      | 18       | 200:71   | +129     | 34       |
| 2.       | EV Weiden (N)        | 18       | 164:43   | +121     | 34       |
| 3.       | TSV Trostberg (N)    | 18       | 125:95   | +30      | 24       |
| 4.       | EV Moosburg          | 18       | 106:89   | +17      | 19       |
| 5.       | ESC Vilshofen (N)    | 18       | 64:79    | −15      | 18       |
| 6.       | SV Gendorf           | 18       | 75:79    | −3       | 18       |
| 7.       | ESC Holzkirchen      | 18       | 80:133   | −53      | 11       |
| 8.       | EC Schwaig (N)       | 18       | 62:119   | −57      | 11       |
| 9.       | ETC Höhenkirchen (N) | 18       | 72:116   | −44      | 9        |
| 10       | TSV Schliersee       | 18       | 42:166   | −124     | 2        |

- (A) = Absteiger (N) = Neu in der Liga (R) = Rückzug, Aufstiegsrundenteilnehmer = fett gedruckt
- Meister Gruppe A = ERV Schweinfurt – Meister Gruppe B = ERSC Amberg
-  Bayerischer Meister und Aufsteiger  Aufsteiger in die Regionalliga 1990/91
-  für die Bayernliga 1990/91 qualifiziert  Absteiger bzw. Rückzieher nach den Abstiegsrunden

### Playoffs
- Finale: ERSC Amberg : ERV Schweinfurt 10:14
- Spiel um Platz drei: EV Weiden : ERC Lechbruck 8:12
- Spiel um Platz fünf: TSV Trostberg : EV Pfaffenhofen 7:21
- Platz 7: ESV Bad Bayersoien
- Bayerischer Meister 1989/90 wurde der ERV Schweinfurt.

### Abstiegsrunde
Der TSV Oberbeuren zog sich aus der Liga zurück, daher gab es nur sechs Teilnehmer je Gruppe.
| Gruppe A | Gruppe A             | Gruppe A | Gruppe A | Gruppe A | Gruppe A |
| Pl.      | Verein               | Sp       | Tore     | Diff.    | Pkte.    |
| -------- | -------------------- | -------- | -------- | -------- | -------- |
| 1.       | ETC Höhenkirchen (N) | 10       | 64:43    | +21      | 14       |
| 2.       | SC Reichersbeuern    | 10       | 68:46    | +22      | 12       |
| 3.       | SV Hohenfurch (N)    | 10       | 64:58    | +6       | 11       |
| 4.       | ESC Vilshofen (N)    | 10       | 51:50    | +1       | 10       |
| 5.       | ESC Holzkirchen      | 10       | 48:68    | −20      | 9        |
| 6        | ASV Dachau (N)       | 10       | 41:71    | −30      | 4        |

| Gruppe B | Gruppe B                | Gruppe B | Gruppe B | Gruppe B | Gruppe B |
| Pl.      | Verein                  | Sp       | Tore     | Diff.    | Pkte.    |
| -------- | ----------------------- | -------- | -------- | -------- | -------- |
| 1.       | EV Pegnitz (A)          | 10       | 79:34    | +45      | 18       |
| 2.       | SV Gendorf              | 10       | 54:40    | +14      | 11       |
| 3.       | EV Fürstenfeldbruck (A) | 10       | 50:42    | +8       | 11       |
| 4.       | EV Moosburg             | 10       | 50:47    | +3       | 8        |
| 5.       | TSV Schliersee          | 10       | 33:64    | −31      | 8        |
| 6.       | EC Schwaig (N)          | 10       | 40:79    | −39      | 4        |

(A) = Absteiger (N) = Neu in der Liga, Absteiger in die Landesligen = fett gedruckt
- Absteiger in die Landesliga Bayern waren der ESC Holzkirchen, ASV Dachau und EC Schwaig.

## Aufstiegsrelegation
An der vom DEB ausgerichteten Aufstiegsrunde zur Regionalliga Süd 1990/91 nahmen die ersten sieben Plätze der Bayernliga und die Plätze acht bis elf der Regionalliga Süd 1989/90 teil. Dabei konnten sich die Bayernligateams des ERV Schweinfurt, ERSC Amberg, ERC Lechbruck und des EV Weiden für die Regionalliga qualifizieren.